# Hermann Dunger

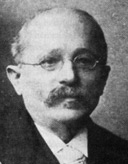
Hermann Dunger

Hermann Dunger (* 2. April 1843 in Plauen; † 21. September 1912 in Dresden) war ein deutscher Sprachpurist, Germanist und Lehrer.

## Leben
Dunger studierte von 1861 bis 1865 klassische Philologie an der Universität Leipzig. Im Anschluss daran war er Lehrer an der Thomasschule zu Leipzig und ging 1866 nach Dresden. Dort arbeitete er als Lehrer am Vitzthumschen Gymnasium, ab 1885 war er als Konrektor und Gymnasialprofessor am Wettiner Gymnasium tätig.
Infolge des Ende August 1885 von Herman Riegel versandten Aufrufs zur Gründung des Allgemeinen Deutschen Sprachvereins (ADSV) gründete er am 10. September 1885 in Dresden den ersten ADSV-Zweigverein. Dies gilt heute als Gründungsdatum des ADSV. 
Der gebürtige Vogtländer Dunger sammelte Zeugnisse vogtländischer Dialekte. Außerdem war er um eine hohe Qualität des öffentlichen Sprachgebrauchs bemüht und errang Verdienste als Förderer der deutschen Schriftsprache. Dunger verstarb 1912 in Dresden und wurde auf dem Alten Annenfriedhof beigesetzt.

## Auszeichnungen und Ehrungen
Dunger war Ritter I. Klasse des sächsischen Zivilverdienstordens, Ritter I. Klasse des Albrechts-Ordens und Ritter des Hausordens der Wendischen Krone.
Die Dungerstraße im Dresdner Stadtteil Kaditz wurde 1935 nach Hermann Dunger benannt.

## Schriften
- Die Sage vom trojanischen Kriege in den Bearbeitungen des Mittelalters und ihre antiken Quellen. F. C. W. Vogel, Leipzig 1869.
- Ueber Dialect und Volkslied des Vogtlands. Ein Vortrag, gehalten zu Plauen am 3. Jan. 1870. F. E. Neupert, Plauen 1870.
- Kinderlieder und Kinderspiele aus dem Vogtlande. Eingeleitet durch einen Vortrag ‚Über volksthümliche Kinderpoesie‘. F. E. Neupert, Plauen 1874.
- Rundâs und Reimsprüche aus dem Vogtlande. Mit 22 Vogtländischen Schnaderhüpfl-Melodien. F. E. Neupert, Plauen 1876.
- Der vogtländische gelehrte Baur. F. E. Neupert, Plauen 1876.
- Dictys-Septimius. Ueber die ursprüngliche Abfassung und die Quellen der Ephemeris belli Troiani. B. G. Teubner, Leipzig 1878.
- Wörterbuch von Verdeutschungen entbehrlicher Fremdwörter mit besonderer Berücksichtigung der von dem Großen Generalstabe, im Postwesen und in der Reichgesetzgebung angenommen Verdeutschungen. B. G. Teubner, Leipzig 1882.
- Das Fremdwörterwesen in unserer Sprache. Von Zeitfragen des christlichen Volkslebens. Gebr. Henninger, Heilbronn 1884.
- Die Sprachreinigung und ihre Gegner. Eine Erwiderung auf die Angriffe von Gildemeister, Grimm, Rümelin und Delbrück. Albann'sche Buchdruckerei C. Teich, Dresden 1887. (Digitalisat)
- (mit Ernst Lößnitzer) Deutsche Speisekarte. Verdeutschung der in der Küche und im Gasthofswesen gebräuchlichen entbehrlichen Fremdwörter. In: Verdeutschungsbücher des Allgemeinen Deutschen Sprachvereins. 4. Auflage, F. Berggold, Berlin 1900.
- Zur Schärfung des Sprachgefühls. F. Berggold, Berlin 1906.
- Engländerei in der deutschen Sprache. 2. Auflage, F. Berggold, Berlin 1909. (Digitalisat)
- Die Deutsche Sprachbewegung und der Allgemeine Deutsche Sprachverein 1885–1910. Festschrift zur Fünfundzwanzigjahrfeier des Allgemeinen Deutschen Sprachvereins, 10. September 1910. F. Berggold, Berlin 1910.